# Un jour (série télévisée, 2024)
Ne doit pas être confondu avec Un jour (roman), Un jour (film) ou Un jour.
Un jour (One Day) est une mini-série dramatique britannique, en quatorze épisodes d'environ 29 minutes, mise en ligne le 8 février 2024 sur Netflix.
Il s'agit de l'adaptation du roman éponyme de l'auteur britannique David Nicholls, paru en 2009, ainsi que de son adaptation cinématographique par Lone Scherfig, sortie en 2011. 

## Synopsis
Le 15 juillet 1988, à Édimbourg, après leur soirée arrosée de fin d’études, Emma et Dexter font plus ample connaissance et partagent une nuit : venant de milieux sociaux totalement opposés, ils sont prêts à une relation sexuelle, mais Emma hésite et ils ne feront que dormir ensemble et profiter de la matinée, jusqu'à ce que les parents de Dexter viennent le chercher.
Commence alors une amitié amoureuse qui va durer 20 ans, où les deux amis vont se croiser, s'éloigner, se retrouver…

## Distribution
- Leo Woodall (VF : Gauthier Battoue) : Dexter Mayhew
- Ambika Mod (VF : Émilie Rault) : Emma Morley
- Eleanor Tomlinson (VF : Philippa Roche) : Sylvie
- Essie Davis (VF : Marie Chevalot) : Alison Mayhew
- Tim McInnerny (VF : Pascal Germain) : Stephen Mayhew
- Jonny Weldon (VF : Clément Moreau) : Ian
- Brendan Quinn (VF : Hadrien Berthaut) : Callum
- Billie Gadsdon : Jasmine
- Toby Stephens (VF : Philippe Vincent) : Lionel Cope
- Joely Richardson (VF : Véronique Augereau) : Helen Cope
- Amber Grappy (VF : Anne Mathot) : Tilly
- Adam Loxley (VF : Michaël Aragones) : Graham
- Tim Preston (VF : Damien Ferrette) : Gary
- John Macmillan (en) (VF : Vincent Bonnasseau) : Aaron
- Rebekah Murrell (VF : Fily Keita) : Suki
- Jodie Price (VF : Sophie Ouaknine) : Sonya
- Sophie Wolff : Tara
- Joseph Pharoah : Andy
- Will Hislop (en) : Toby
- Meghan Treadway (VF : Sabeline Amaury) : Kate
- Ella-Rae Smith (en) : Naomi
- Mathilde Thomine Storm : Tove
- Sam Swan (VF : Julien Mior) : Damian
- Beth Lindsey : Sarah
- Mark Rowley (en) (VF : Loïc Guingand) : M. Godalming
- Anthony Calf : Sid
- Edouard Chény (VF : Mike Fédée) : Jean-Pierre
- Emily Eaton-Plowright (VF : Marie Perret) : Candy
- John Tueart : Andrew
- Hannah van Vliet : Lotte

 Source et légende : version française (VF) sur RS Doublage

## Production

### Développement
En novembre 2021, Netflix annonce avoir commandé une nouvelle adaptation du roman, Un jour, écrit par David Nicholls et publié en 2009. La salle des scénaristes est dirigée par Nicole Taylor et composée d'Anna Jordan, Vinay Patel et Bijan Sheibani. David Nicholls, Nicole Taylor, Roanna Benn et Jude Liknaitzky sont les producteurs exécutifs. Molly Manners est à la réalisation de plusieurs épisodes.
La série est produite par Drama Republic, Universal International Studios et Focus Features.
En novembre 2022, l'actrice Ambika Mod, interprétant le rôle d'Emma, déclare que la série devrait couvrir une plus grande partie du roman que l'adaptation cinématographique de 2011.

### Attribution des rôles
En juin 2022, Ambika Mod et Leo Woodall sont annoncés respectivement dans les rôles principaux d'Emma et de Dexter. Eleanor Tomlinson et Essie Davis rejoignent la distribution dans le rôle de Sylvie et de Alison, comme annoncé respectivement en juillet et octobre,.

### Tournage
Le tournage a commencé à Londres le 4 juillet 2022 avant de déménager à Édimbourg, en Écosse, le 18 juillet. Les prises de vue ont lieu au Old College de l'Université d'Édimbourg, ainsi que dans le centre-ville, le West End et Old Town,.
Le tournage au Royaume-Uni se termine le 19 janvier 2023 à Islington à Londres.

## Épisodes
Les épisodes, sans titres, sont numérotés de un à quatorze.